# Jouhenlampi
Jouhenlampi är en sjö i kommunen Nyslott i landskapet Södra Savolax i Finland. Sjön ligger 93,9 meter över havet. Arean är 47 hektar och strandlinjen är 3,7 kilometer lång. Sjön  ingår i Vuoksens huvudavrinningsområde.   Den ligger omkring 94 kilometer öster om S:t Michel och omkring 270 kilometer nordöst om Helsingfors. 
I sjön finns ön Alinsaari. 